# Peloribates kaszabi
Peloribates kaszabi är en kvalsterart som beskrevs av Sandór Mahunka 1988. Peloribates kaszabi ingår i släktet Peloribates och familjen Haplozetidae. Inga underarter finns listade i Catalogue of Life.